# Castel Campegno
Castel Campegno (in tedesco Burg Kampenn) è un castello medievale che si trova vicino a Bolzano in Alto Adige.

## Storia
Probabilmente la costruzione del castello risale al 1200, anche se non ci sono giunte molte informazioni sui primi proprietari.
Nel 1325 divenne di proprietà del monastero benedettino di Sonnenburg in Val Pusteria. Seguirono poi varie famiglie nobili come i Lichtenstein nel XV secolo, i Maretsch nel XVI secolo e i von Kuepach dal 1599 al 1801.
Nel 1896 fu acquistato da Johann Weithaas che attuò dei profondi restauri e gli conferì l'aspetto attuale.
Dopo la seconda guerra mondiale divenne di proprietà del giornalista Dr. Felix Gasbarra che continuò l'opera di recupero.
Oggi il castello è una dimora privata e non è visitabile.

## Struttura
Il nucleo del castello è costituito dal mastio trecentesco con a sinistra il palazzo residenziale e a destra la cappella. Il tutto è racchiuso da una bassa cinta muraria. Il palazzo ha uno stile rinascimentale che si può identificare anche nel portale e nelle torrette angolari.
È raggiungibile seguendo la strada che parte dalla stazione a valle della Funivia del Colle e si trova di fronte a Castel Cornedo dall'altra parte della Val d'Ega.